# صيغة فاستا
صيغة فاستا 
صيغة فاستا أو صيغة ملف فاستا وهو مصطلح في علم المعلوماتية الحيوية، وصيغة ملف فاستا FASTA هو صيغة أو تنسيق تستند إلى نص لتمثيل أي تسلسل أو تسلسل النوكليوتيدات، والتي تمثل قاعدة أزواج أو أحماض أمينية باستخدام رموز من أحرف. تسمح الصيغة أيضا بوجود أسماء ألتسلسل وأيضا تعليقات تسبق تعاقب الدنا أو البروين. الصيغة مشتقة من حزمة برامج فاستا، ولكن الصيغة أصبحت الآن معيارا في مجال المعلوماتية الحيوية.

## اقرأ أيضًا
- معلوماتية حيوية
- حوسبة طبيعية
- كيمياء حاسوبية
- جدول الملف الكيميائي